# Тейлор (Вайоминг)
Тейлор (англ. Taylor, Wyoming) — статистически обособленная местность, расположенная в округе Линкольн (штат Вайоминг, США) с населением в 90 человек по статистическим данным переписи 2000 года.

## География
По данным Бюро переписи населения США статистически обособленная местность Тейлор имеет общую площадь в 6,73 квадратных километров, водных ресурсов в черте населённого пункта не имеется.

## Демография
По данным переписи населения 2000 года в Тейлоре проживало 90 человек, 23 семьи, насчитывалось 27 домашних хозяйств и 28 жилых домов. Средняя плотность населения составляла около 13,6 человек на один квадратный километр. Расовый состав Тейлора по данным переписи распределился следующим образом: 93,33 % белых, 1,11 % — коренных американцев, 2,22 % — выходцев с тихоокеанских островов, 3,33 % — представителей смешанных рас.
Из 27 домашних хозяйств в 40,7 % — воспитывали детей в возрасте до 18 лет, 74,1 % представляли собой совместно проживающие супружеские пары, в 3,7 % семей женщины проживали без мужей, 14,8 % не имели семей. 11,1 % от общего числа семей на момент переписи жили самостоятельно, при этом среди жителей в возрасте 65 лет отсутствовали одиночки. Средний размер домашнего хозяйства составил 3,33 человек, а средний размер семьи — 3,65 человек.
Население статистически обособленной местности по возрастному диапазону по данным переписи 2000 года распределилось следующим образом: 40,0 % — жители младше 18 лет, 5,6 % — между 18 и 24 годами, 24,4 % — от 25 до 44 лет, 23,3 % — от 45 до 64 лет и 6,7 % — в возрасте 65 лет и старше. Средний возраст жителей составил 29 лет. На каждые 100 женщин в Тейлоре приходилось 80,0 мужчин, при этом на каждые сто женщин 18 лет и старше приходилось 107,7 мужчин также старше 18 лет.
Средний доход на одно домашнее хозяйство в статистически обособленной местности составил 38 000 долларов США, а средний доход на одну семью — 35 625 долларов. При этом мужчины имели средний доход в 25 313 долларов США в год против 13 750 долларов среднегодового дохода у женщин. Доход на душу населения в статистически обособленной местности составил 12 836 долларов в год. Все семьи Тейлора имели доход, превышающий уровень бедности, 20,7 % от всей численности населения находилось на момент переписи населения за чертой бедности, включая 32,0 % жителей младше 18.